# Pomatorhinus
A Pomatorhinus a madarak (Aves) osztályának a verébalakúak (Passeriformes) rendjébe, ezen belül a timáliafélék (Timaliidae) családjába tartozó nem. Egyes szervezetek a ide tartozó fajok egy részét az Erythrogenys nembe sorolják.

## Rendszerezés
A nemet Thomas Horsfield amerikai ornitológus írta le 1821-ben, az alábbi fajok tartoznak ide:
- Pomatorhinus ferruginosus
- Pomatorhinus ochraceiceps
- Pomatorhinus superciliaris
- vörösnyakú sarlóstimália (Pomatorhinus ruficollis)
- Pomatorhinus musicus
- Pomatorhinus montanus
- Pomatorhinus schisticeps
- Pomatorhinus horsfieldii
- Pomatorhinus melanurus
- Pomatorhinus hypoleucos[2] vagy Erythrogenys hypoleucos[1]
- Pomatorhinus erythrogenys[2] vagy Erythrogenys erythrogenys[1]
- Pomatorhinus mcclellandi[2] vagy Erythrogenys mcclellandi[1]
- Pomatorhinus gravivox[2] vagy Erythrogenys gravivox[1]
- Pomatorhinus swinhoei[2] vagy Erythrogenys swinhoei[1]
- Pomatorhinus erythrocnemis[2] vagy Erythrogenys erythrocnemis[1]
- Pomatorhinus gravivox[2] vagy Erythrogenys gravivox[1]